# Alexandre Miguel Mestre
Alexandre Miguel Cavaco Picanço Mestre (Lisboa, 18 de fevereiro de 1974), é um advogado e docente universitário. Foi Secretário de Estado do Desporto e Juventude no XIX Governo Constitucional, entre junho de 2011 e maio de 2013. O percurso passa por três sociedades de advogados e por várias ligações ao Comité Olímpico de Portugal. Foi considerado, em 2011, um dos 20 advogados de Direito do Desporto mais influentes do mundo pela Sport Business International. Em novembro de 2024, anunciou a sua candidatura a Presidente do Comité Olímpico de Portugal.

## Educação
Licenciou-se em Direito, na Faculdade de Direito da Universidade de Lisboa, em 1998. Em 1995 concluiu uma Pós-Graduação em Estudos Olímpicos, em Olímpia, pela Academia Olímpica Internacional e Loughborough University. Concluiu o Mestrado em Estudos Europeus – Vertente Jurídica, na Universidade Católica de Lisboa/Instituto de Estudos Políticos, em 2008. Em 2010 terminou o Master Internacional en Derecho y Gestión Deportiva ISDE-IUSPORT. Em 2015 o Doutoramento em European Sports Law, na Edge Hill University, em Liverpool.

## Atividade Profissional
Iniciou o seu percurso profissional em 1998 na Sociedade de Advogados Coelho Ribeiro & Associados e, depois, nos Serviços Jurídicos da Comissão Europeia, em 1999. Em 2000 foi investigador no Colégio da Europa, em Bruges. Entre 2001 e 2002 foi Jurista na Confederação dos Agricultores de Portugal.
Entre 2001 e 2002 foi assistente de Investigação no Programa Schuman. Em 2002, foi docente convidado na Escola Superior de Educação de Almeida Garrett, no Curso de Master em Gestão e Direcção Desportiva, na disciplina “Disciplina Desportiva”. A partir desse ano e até 2005 foi Membro do Grupo da Europa do Sul do Conselho da Europa. Entre 2004 e 2008 foi Vice-Presidente (para a Europa do Sul) da International Sports Law Association e, entre 2004 e 2011, foi Vogal do Conselho Diretivo da Academia Olímpica de Portugal, no âmbito do Comité Olímpico de Portugal.
Entre 2005 e 2011 foi Associado e Associado Sénior na PLMJ, Sociedade de Advogados, altura em que foi distinguido pela Sport Business International enquanto um dos 20 advogados de Direito do Desporto mais influentes do mundo. Entre 2013 e 2014 foi consultor na AAMM - Abecasis, Azoia, Moura Marques & Associados, Sociedade de Advogados, R.I.. A partir de 2007 e até 2011 foi membro do Grupo de Constituição do Tribunal Arbitral do Desporto, no âmbito do Comité Olímpico de Portugal.
Entre 2007 e 2011 foi docente convidado no Mestrado em Gestão do Desporto, Disciplina “Desporto e Direito Comunitário” na Universidade de Évora e Universidade de Extremadura. É deste 2012 Membro do Conselho de Administração do Think Tank Sport and Citizenship.
Em 2013 foi docente na Universidade de Lucerna no LLM em Comparative Sports Law lecionando sobre “Direito Olímpico” e foi eleito Membro do Conselho de Fundadores da Agência Mundial Antidopagem, em representação da União Europeia.
Em 2014 foi docente convidado do Centre de Droit et Économie du Sport (CDDS), no curso MESGO – Executive Master in European Sport Governance, e desde a mesma data é Membro do Comité Internacional Pierre de Coubertin. É também desde 2014 que é Consultor na Abreu Advogados, em Lisboa.
Leciona desde 2014 na Universidade Lusófona de Lisboa, quer na Pós-Graduação (Master) em Gestão do Desporto, quer na Pós-Graduação em Direito Do Desporto, em Disciplinas como “Organização e Desenvolvimento do Desporto”, “Desporto e Direito da União Europeia” e “Desporto, Ambiente e Turismo”.
Foi Presidente do LIDE DESPORTO, Subcomité temático do LIDE PORTUGAL, cujo mandato iniciou em 2015.
Começou a exercer funções de docência na Universidade Autónoma de Lisboa (UAL) em 2009, sendo atualmente Professor Auxiliar, lecionando Direito do Desporto I e II, Direito Constitucional e Direito da União Europeia.
É desde 2016 o Coordenador da Pós-Graduação em Direito do Desporto, da Autónoma Academy, da Universidade Autónoma de Lisboa, e Docente nas seguintes Unidades Curriculares da mesma: Introdução ao Direito do Desporto; Olimpismo e Direito; Direito do Fitness; Desporto e Direito Internacional Privado.
É desde 2013 Professor Adjunto Convidado na Escola Superior de Desporto de Rio Maior nas Licenciaturas em Gestão de Organizações Desportivas e em Atividade Física e Estilos de Vida Saudável, respetivamente nas Disciplinas “Direito do Desporto” e “Governança e Políticas Desportivas". É também desde 2017 Docente convidado no âmbito do “FBA Professional Master”, organizado pela The Football Business Academy, Suíça, lecionando nas Disicplinas “Football Law” e “Ethics and Professionalism in Football”.
Em 2019 lecionou na Universidade de Pretória, no LLM de “Sports Law”, com a Disciplina “Sport and Human Rights”. Também desde 2019 é Membro correspondente da Academia Nacional de Direito Desportivo, no Brasil.
Em 2020 foi nomeado para o comité de três membros independentes do UEFA Governance and Compliance Committee. A nomeação foi aprovada pelo Comité Executivo da UEFA e é desde 2023 membro da Aquatics Integrity Unit – Adjudicatory Body da FINA/World Aquatics.
Em 2023 exerceu funções de Professor Adjunto Convidado na ESCS – Escola Superior de Comunicação Social, na pós-graduação em Jornalismo Desportivo.

## Atividade Política
Entre 2002 e 2005 esteve como Adjunto na área jurídica e internacional, do Secretário de Estado da Juventude e Desportos e do Secretário de Estado do Desporto e da Reabilitação, nos XV e XVI Governos Constitucionais.
Entre 2011 e 2013 foi Secretário de Estado do Desporto e Juventude no XIX Governo Constitucional, tendo-se destacado por iniciativas como o Plano Nacional de Ética no Desporto (PNED); o Tribunal Arbitral do Desporto (TAD); o Museu Nacional do Desporto; o desencadear da Carta Desportiva Nacional e do Programa Nacional de Desporto para Todos; a adoção de legislação vária (entre outras, a ‘Lei dos Ginásios’, a ‘Lei dos Treinadores’, a ‘Lei da Dopagem’ e o regime de proteção dos símbolos Olímpicos). 

## Candidatura a Presidente do Comité Olímpico de Portugal
No dia 19 de novembro de 2024, anunciou a sua candidatura à presidência do Comité Olímpico de Portugal. A sua proposta centra-se numa visão estratégica para os próximos três ciclos olímpicos – Milão-Cortina 2026, Los Angeles 2028, Alpes Franceses 2030, Jogos Olímpicos de Verão de 2032, Salt Lake City 2034 e Jogos Olímpicos de Verão de 2036 – enfatizando o reforço do apoio a atletas, treinadores, federações e agentes desportivos.
Entre as suas iniciativas destacam-se a criação de um Canal Olímpico para fortalecer a relação do olimpismo nacional com a sociedade civil e a edificação de um Museu Olímpico.

## Prémios e Distinções
- Designado como ‘Lawyer of the Year” 2020 e 2025, em Portugal, pela Best Lawyers, novembro de 2024;[21]
- Designado como “Um dos 20 Advogados mais influentes no Mundo na área do Direito do Desporto” pela revista Sport Business International, 2011[22]